# Hải quân Pháp
Hải quân Pháp (tiếng Pháp: Marine nationale), tên gọi không chính thức là La Royale, là lực lượng hải quân của Lực lượng Vũ trang Pháp. Được thành lập từ năm 1624, Hải quân Pháp là một trong những lực lượng hải quân lâu đời nhất thế giới. Nó đã tham gia vào các cuộc xung đột trên toàn cầu và đóng một vai trò quan trọng trong việc thành lập đế chế thực dân Pháp. Hiện nay, Hải quân Pháp đang ngày càng quan tâm hơn tới việc giữ gìn hòa bình và duy trì ổn định toàn cầu. Sắp xếp dựa trên tổng trọng tải của những chiến hạm mà quốc gia này đang sở hữu thì nước Pháp đứng thứ 7 trên thế giới.
Trong suốt thập niên 1880, hải quân nước Pháp thực hiện chính sách "Jeune École" ("trường phái nhỏ") chuộng những tàu chiến nhỏ, nhanh, đặc biệt là dùng tuần dương hạm và tàu ngư lôi chống lại những tàu chiến lớn hơn.
Hải quân Pháp, lực lượng sử dụng nhiều tàu phóng lôi, đã đóng tàu khu trục đầu tiên của họ vào năm 1899 với lớp 'torpilleur d'escadre' Durandal. Việc Hải quân Ý chế tạo những tàu tuần dương hạng nhẹ tốc độ rất nhanh thuộc lớp Condottieri đã thúc đẩy Pháp chế tạo những thiết kế tàu khu trục đặc sắc. Người Pháp từ lâu đã mến chuộng tàu khu trục lớn, khi lớp Chacal của họ vào năm 1922 có trọng lượng rẽ nước hơn 2.000 tấn và trang bị pháo 130 mm; rồi được tiếp nối bởi ba lớp khác tương tự vào khoảng năm 1930. Lớp Le Fantasque năm 1935 trang bị năm pháo 138 mm (5,4 in) và chín ống phóng ngư lôi, nhưng có thể đạt được tốc độ 83 km/h (45 knot), trở thành một kỷ lục về tốc độ của một tàu hơi nước và của mọi tàu khu trục. Đến nay, Lực lượng hải quân Pháp được dẫn đầu bởi tàu sân bay Charles de Gaulle có khả năng chuyên chở tới 42.000 tấn.
Hiện nay, hải quân Pháp đã sử dụng hai tàu chiến tàng hình mang tên tàu khu trục lớp Horizon, được trang bị tên lửa đối hạm Exocet và tên lửa đất-đối không Aster.

### Thế kỷ 17, 18 và 19

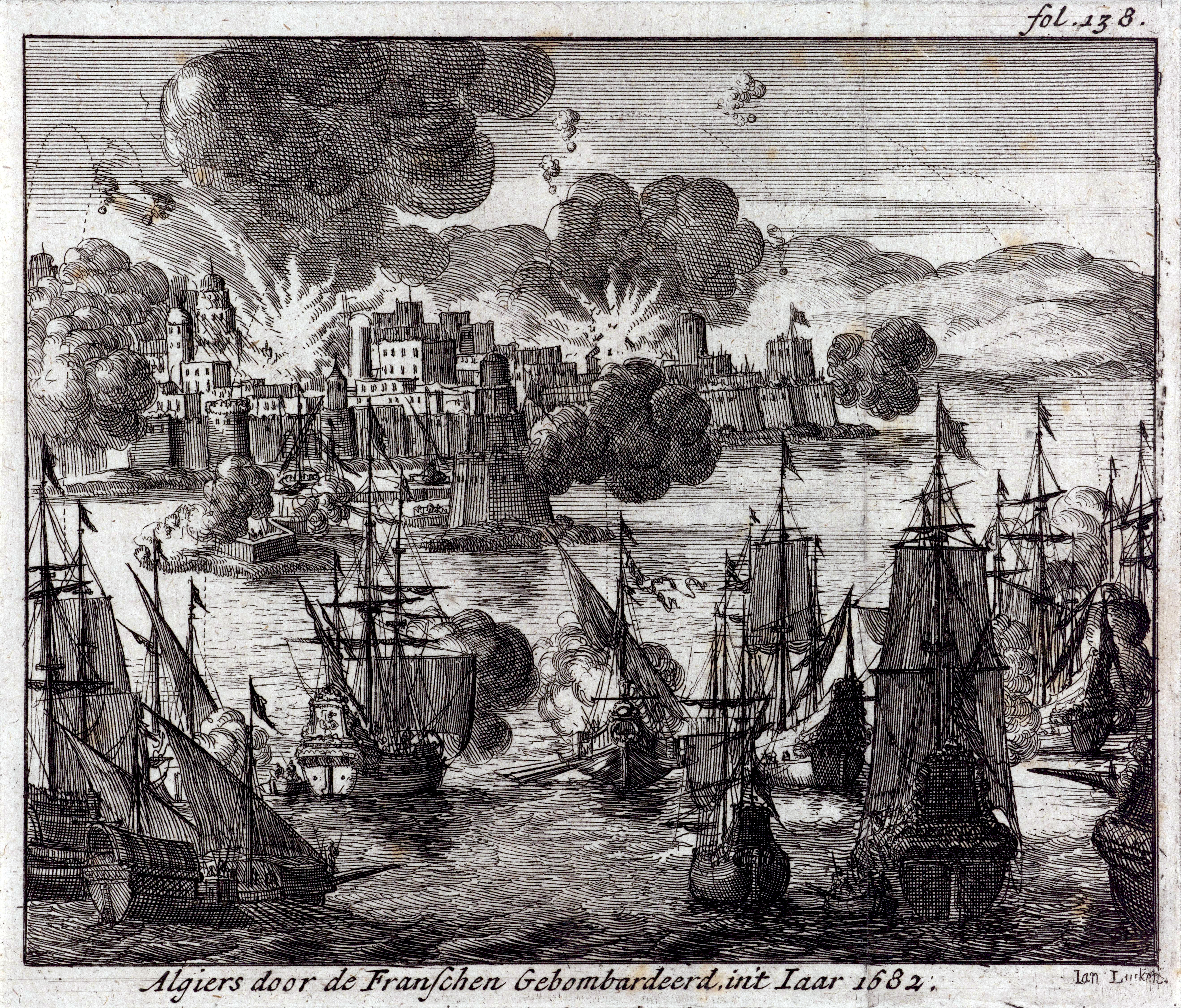
Đô đốc Duquesne ném bom Algiers vào năm 1682

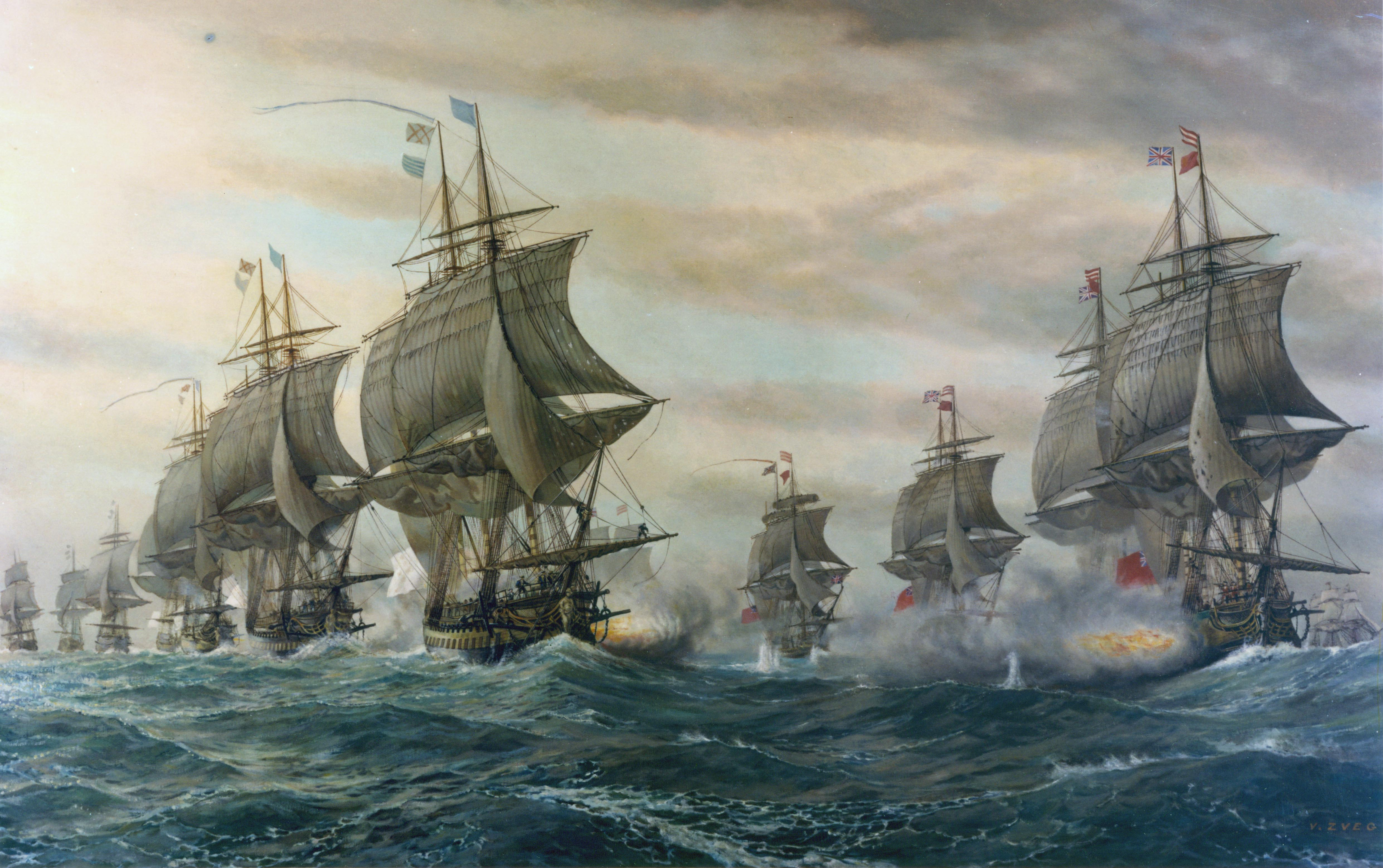
Các tàu Hải quân Pháp của dòng trong Trận chiến Chesapeake

#### Phục hồi và chế độ quân chủ tháng 7 (1814/5-48)

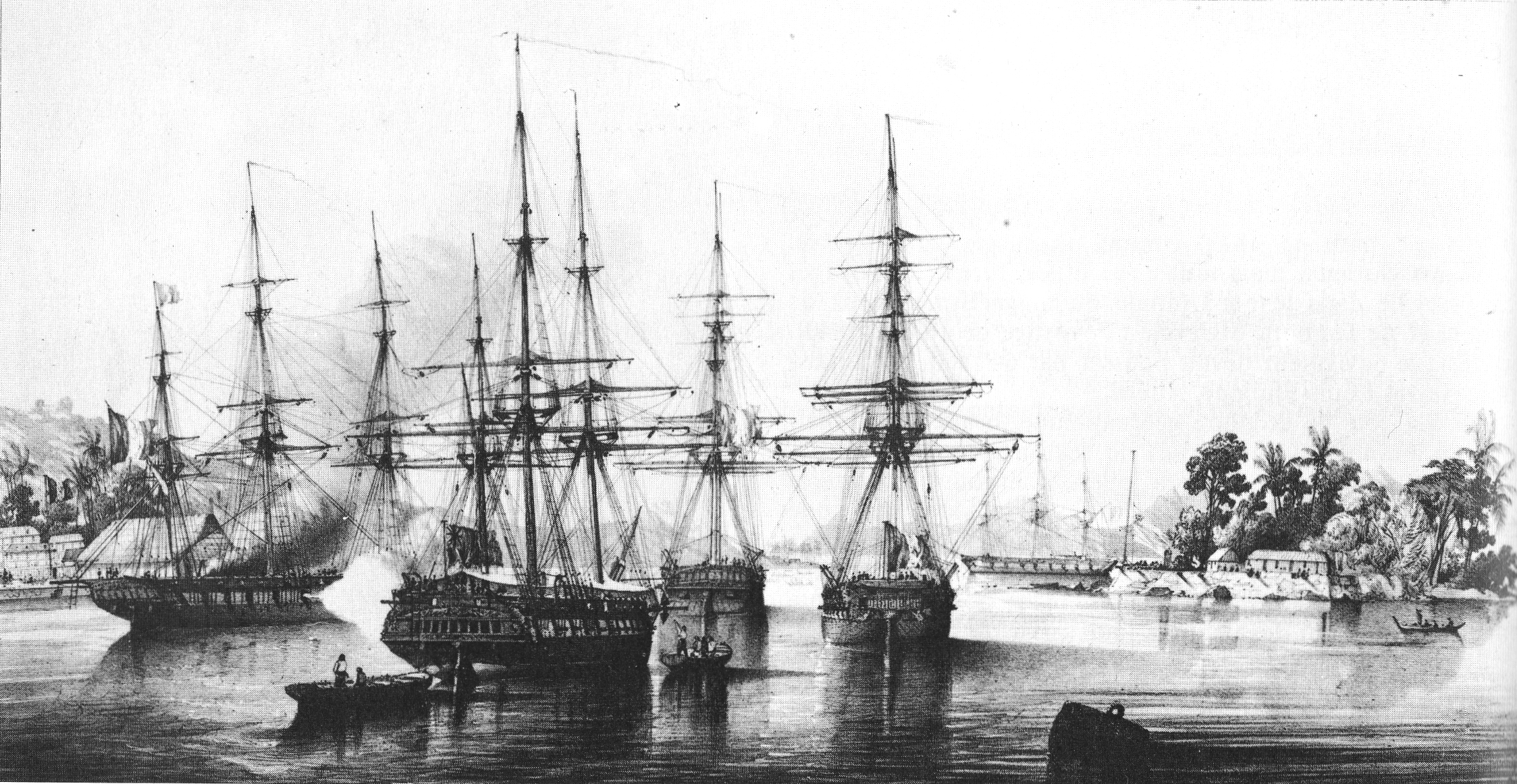
tiếp quản [Tahiti] vào ngày 9 tháng 9 năm 1842. Tháng Bảy Monarchy.

#### Đệ nhị đế chế Pháp(1852-1870)

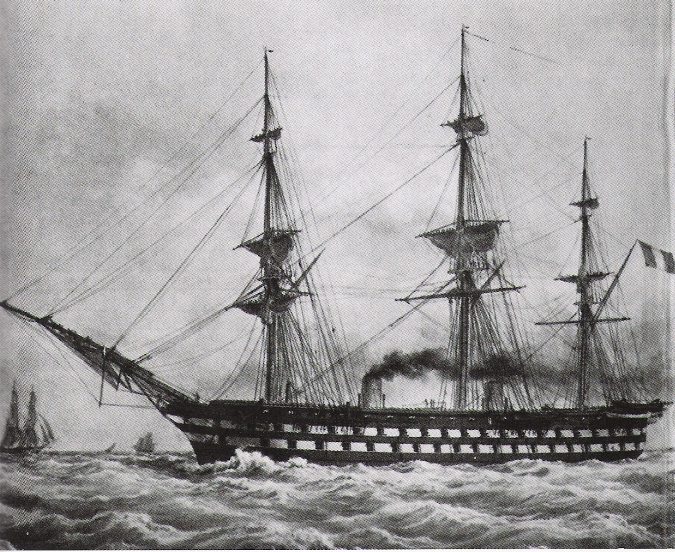
Le Napoléon (1850), tàu tuần dương hơi nước đầu tiên trong lịch sử.

#### Các tàu sân bay

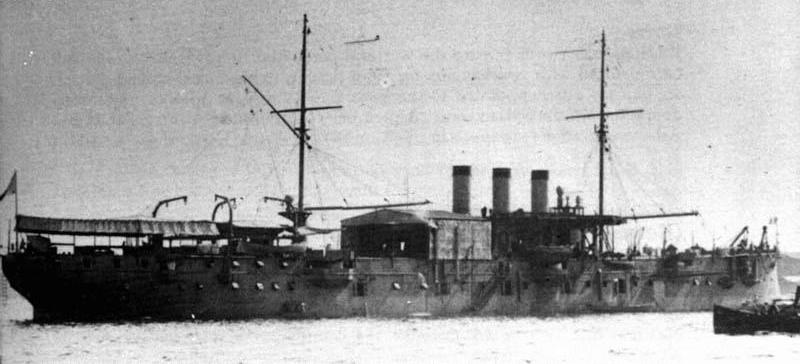
Tàu sân bay Seaplane

#### Hạm đội xây dựng giữa các cuộc chiến tranh thế giới

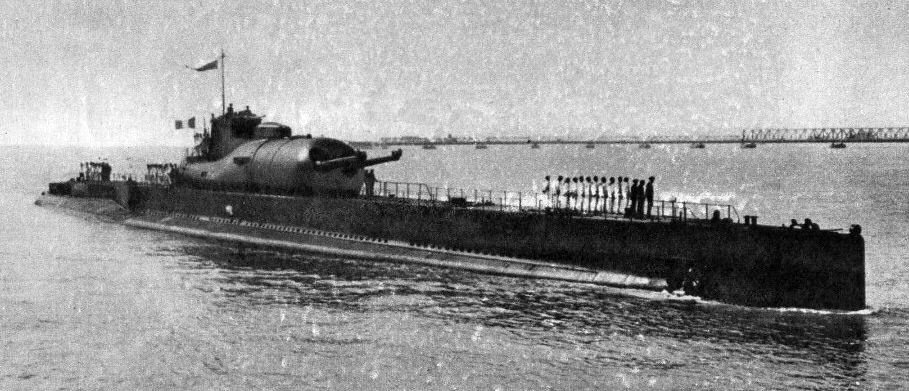
Surcouf.

#### Chiến tranh thế giới Thứ hai

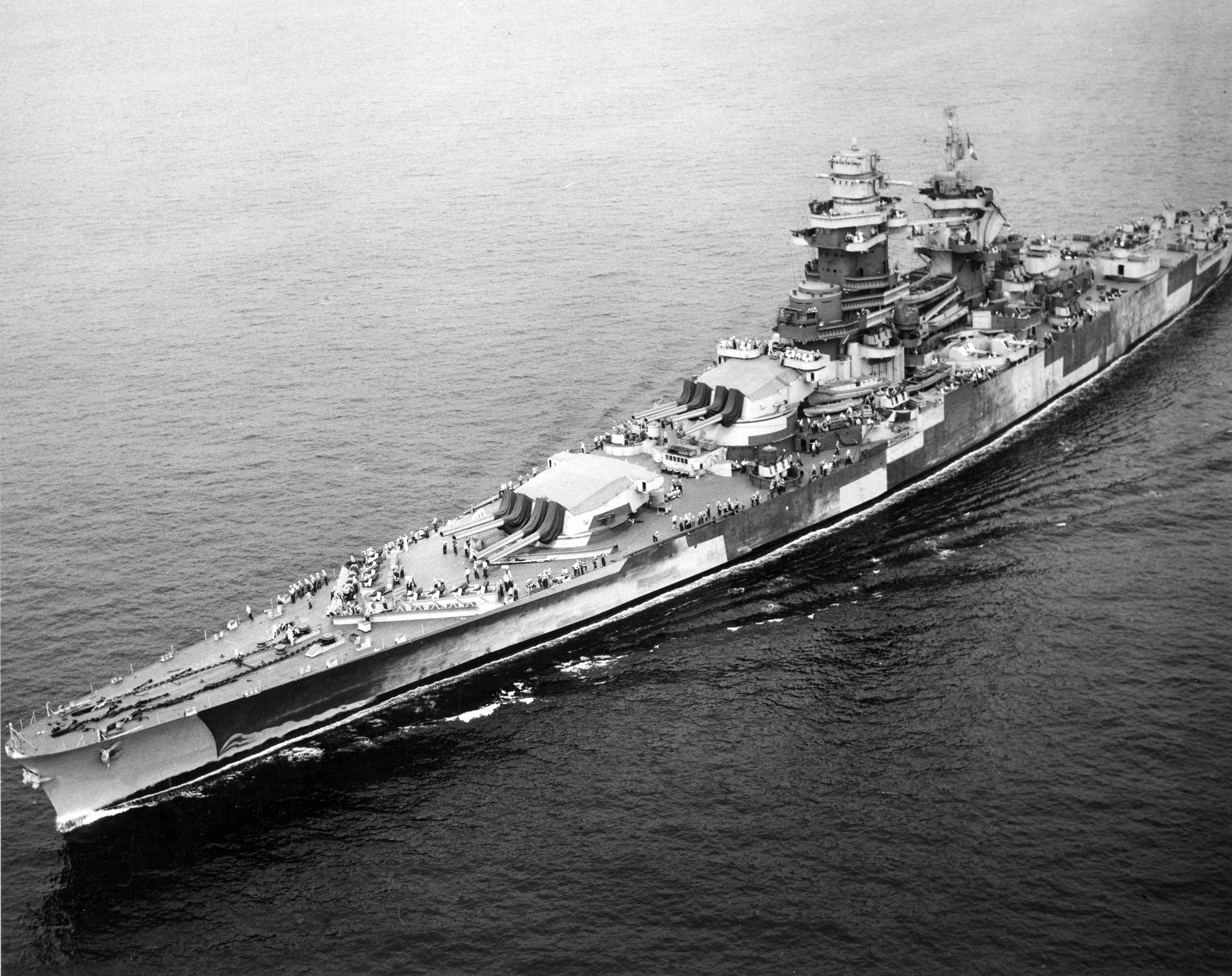
Thiết giáp hạm Richelieu